# 仮面ライダーJ
- 仮面ライダーシリーズ > 仮面ライダーJ
- 東映スーパーヒーローフェア > 仮面ライダーJ

『仮面ライダーJ』（かめんライダージェイ）は、東映スーパーヒーローフェアの一作として1994年4月16日に公開された特撮映画。および、それに登場するヒーローの名称。「昭和仮面ライダー」シリーズ最後の作品。
同時上映は『劇場版 忍者戦隊カクレンジャー』『ブルースワット キック・オフ! ニュー・ヒーロー』。

## 概要
仮面ライダーシリーズで、原作者である石ノ森章太郎が生前に制作に関わった最後の作品。前年、東映スーパーヒーローフェアのメインプログラムとして公開された『仮面ライダーZO』に続き、劇場用オリジナル作品として制作された。
この作品の一番の特徴としては、「主人公・仮面ライダーJが巨大化する」ということが挙げられる。「仮面ライダーの巨大化」には前例として1993年に制作された『ウルトラマンVS仮面ライダー』があり、この作品が好評だったことが、仮面ライダーの巨大化の後押しとなった。
作風としては、当時ブームであったエコロジーを反映していることが特徴で、雄大な自然と並行してヒロインの少女・木村加那が公害で死んだ動物の墓を作るシーンや開発作業で切り崩された山林の情景などが挿入され、作品のテーマを端的に表現している。
なお、前作『仮面ライダーZO』や前々作『真・仮面ライダー 序章』と同様、平成に制作された作品であるが、『仮面ライダークウガ』以降のいわゆる「平成仮面ライダーシリーズ」には含まれていない。

## あらすじ
世紀末の地球各地で異常気象が発生。これはかつて恐竜を絶滅に追いやった宇宙怪物集団フォッグが、再び地球に来襲したことを示す前兆であった。人間を餌に幼獣たちの大孵化を企むフォッグの女帝「フォッグ・マザー」は、自然を愛する心優しき少女・木村加那を儀式の生贄として選び、連れ去るよう王子・ガライを含む幹部たちに命令する。
一方、環境破壊を憂い、その現状を多くの人々に訴えようとするカメラマン・瀬川耕司はレジャーランド建設のための大規模な開発工事によって汚染された山間の湖の取材の最中に加那を狙うフォッグの襲撃を受ける。加那を守ろうとする耕司だったが、返り討ちに遭い谷底へ落とされてしまう。
一度は絶命した耕司は、地空人と呼ばれる人々によって改造蘇生手術を受け、Jパワーの戦士・仮面ライダーJとして復活。生贄にされる加那を救うべく、フォッグに立ち向かうのだった。

## 登場人物
瀬川 耕司（） / 仮面ライダーJ
野鳥や自然風景を主に取り扱う、新進のネイチャーカメラマン。26歳。自然環境破壊に関心が強く、オートバイで野営の旅をしつつ調査・取材を続けている。レジャーランド建設のための大規模な開発工事によって汚染された山間の湖を取材するために山に入り、フォッグと遭遇。アギトに崖から落とされ、絶命するが、その強い勇気と正義感、そして地球の環境を守ろうとする心を地空人に認められ、蘇生改造手術を受けて仮面ライダーJとして蘇り、フォッグから地球を守る使命を受けた。
- 望月は、普通の人間であった時と、改造人間となった後との差をつけて役作りをしたという。

木村 加那（）
耕司がレジャーランド建設のための大規模な開発工事によって汚染された山間の湖を取材するために山に入った際、知り合った少女。9歳。生命を慈しむ心優しい性格で、公害や環境破壊で死んだ小動物や虫たちの墓を作り弔っている。何の抵抗もなく墓に花をあげた耕司を慕い、野営中の彼にコーヒーを差し入れに来たが、フォッグに大孵化の儀式の生贄として狙われ、拉致されてしまう。山の麓に住み、千恵（）という祖母がいるが、登場シーンはカットされた。

地空人（）
地中の奥深くで、Jパワーを糧として生きる地上人とは別の人類。劇中では男女が一人ずつ登場。優れた科学力を持つが、地上の光に弱い上、下半身が木の根のように大地に根付いていることから著しく行動範囲が狭いため、フォッグと戦う者として、大自然と心を通わせることのできる人間を捜し求めていた。耕司の自然を愛する心を認め、彼に蘇生改造手術を施し、フォッグ打倒の使命と仮面ライダーJの名を与える。

ベリー
地空人の代理人である知性を持つ巨大なミュータントバッタ。地中から出られない彼らに代わって地上を飛び回り、耕司に助言を与える。あらゆる国の言葉を話すことができ、高速で空中を飛行できる。

## 仮面ライダーJ
瀬川耕司が、大地に宿る精霊のエネルギーJパワーにより変身する仮面ライダー。
Jパワーを全ての力の源とし、Jパワーが込められた腹部の赤い石Jスピリットは変身前においても赤いイチョウ型の透明体の形で耕司のベルト中央部のバックルに埋め込まれて露出している。必殺技はJキック、Jパンチ、Jチョップ、Jエルボー。指をJの字型に構えるJサインには、Jパワーを集めて高める効果があり、変身時や必殺技の発動時などに度々使用する。
戦闘力のみならず治癒能力も高く、劇中ではアギトやズーとの戦闘で傷を負いながらもすぐに回復し、その後の戦闘に全く支障を来していない。
- 予告編ではJを「14人目の改造戦士（かいぞうソルジャー）」と紹介しているが、これは仮面ライダーBLACKと仮面ライダーBLACK RXを同一の存在として数え、仮面ライダーシンを「12号」、ZOを「13号」としたものである。後に『ネット版 仮面ライダーディケイド オールライダー超スピンオフ』で設定の整理が行われ、現在ではBLACKが11号、RXが12号、シンが13号、ZOが14号、Jが15号となっている。
- 撮影用スーツはZOと同様にアクション用は胸部で分割されているが、アップ用は一体成型となっており、スーツアクターを務めた岡元次郎はアップ用ではスムーズな動きが難しかったと述べている[19]。
- Jポーズは人差し指1本を立てる形でやる予定であったが、アクション監督の金田の提案で指2本でやるものとなった[20]。その変更は現場判断によるもので、Jの形に指が光るわけではなかったという[20]。
- 名前の「J」は「ジャンボ（Jumbo、巨大）」を意識しているが[4]、一般には「『Jumbo』『Japan』『Judge』など、多数の要素を内包している」と説明されている[21]。また、石ノ森は『仮面ライダーJ超全集』（ISBN 4091014437）所収のエッセイ「仮面ライダーJの“J”」で「年々、凶悪・強大になってゆく“悪”＝文明の持つ負の面にジャッジ（審判）を下す者」と記し[22]、一番気に入っていたのも「JUDGE」であったという[8]。『週刊 仮面ライダー オフィシャルデータファイル』では公開当時盛り上がっていたJリーグにあやかった可能性が考察されている[8]。

ジャンボフォーメーション
仮面ライダーJが巨大化した姿。Jがフォッグ・マザーの胃袋に飲み込まれ、絶体絶命の危機を迎えた時、加那を助けたいと一心に願うJにベリー、地空人、そして大地に宿る全ての精霊たちが同調し、集中して膨大なエネルギーを注ぎ込んだことで実現した「奇跡の形態」である。
この形態における外見は通常時と変化がないが、頭部中央が金属的な色になり、緑の2本線がそれぞれ濃くなっている。
重量12,000トンのフォッグ・マザーを吹き飛ばす打撃力、雲の上まで達する跳躍力など、全ての面で驚異的なパワーアップを遂げている。必殺技はジャンボライダーパンチ、ジャンボライダーキック。
- 当初はパンチ1発のみでフォッグ・マザーを倒すことになっていたが、雨宮の「重要な見せ場だから」という意向で、特撮シーンは10分程度の長さとなった。石ノ森は巨大化したライダーが光線技を使うことには強く反対したため、あくまでも必殺技はキックとなった。

ジェイクロッサー
Jパワーを動力源とするJ専用のスーパーバイク。地空人が耕司のオートバイ（スズキ・TS200R）に大地の精霊エネルギーを注いで改造したもので、Jへの変身の際に耕司の体から発せられるJパワーを浴びることで瞬時に変形する。
山道や荒地などの悪路をはじめ、いかなる状況下でも常に安定かつ正確な最高性能を確保し、追跡・戦闘のいずれにも優れた能力を発揮。1,000度近い高温の中でも走行可能な高耐熱装甲を持ち、いかなる衝撃にも耐える超耐圧性に優れ、空中突進技ジェイストライクなどでJと共に戦う。
- ベースマシンはスズキ・DR250S。

### その他の登場作品
平成仮面ライダーシリーズの映画に登場する際には、ジャンボフォーメーション化することが多い。
映画『仮面ライダーワールド』
仮面ライダーZOと共にシャドームーンに率いられる怪人軍団と戦い、ラストでは巨大化したシャドームーンに対抗して巨大化する。
映画『仮面ライダーディケイド オールライダー対大ショッカー』
大ショッカーの最終兵器・キングダークが出現した際、仮面ライダーディエンドにジャンボフォーメーションの状態で召喚される。キングダークと戦うも敵わず、その直後に仮面ライダーディケイドがファイナルフォームライドすることで変形したジャンボディケイドライバーと合体、仮面ライダーディケイド コンプリートフォーム ジャンボフォーメーションとなった。最後に出てくる役どころのため、全主役ライダーが集合したスチール写真には写っていない。
映画『仮面ライダー×仮面ライダー W&ディケイド MOVIE大戦2010』
ディケイド激情態を倒すためにジャンボフォーメーションの状態で戦うが、ギガントとサイドバッシャーでの猛攻に遭い、カードに封印されてしまう。
映画『オーズ・電王・オールライダー レッツゴー仮面ライダー』
他の悪の組織を吸収し一大勢力となったショッカーを倒すべく、人々の思いを受けて他の主役ライダーたちと共に登場。仮面ライダー1号、2号、NEW電王、オーズを救い、原作でも戦ったコブラ男ガライやオクトパスオルフェノクと戦った。オーナーには「J」と呼ばれている。また、平成シリーズでは初めて等身大で登場したほか、今回は全主役ライダーが集合したスチール写真にも一緒に掲載されている。
ネット版『オーズ・電王・オールライダー レッツゴー仮面ライダー 〜ガチで探せ！君だけのライダー48〜』
「Type6.ジャンボな君のラッキーフード！〜しし座B型の君へ」にメインゲストとして登場。
映画『仮面ライダー×スーパー戦隊 スーパーヒーロー大戦』
ゴーカイレッドによって他の仮面ライダー共々時空の狭間に消されていたが、終盤で他の仮面ライダーやスーパー戦隊と共に復活し駆け付け、大ショッカーや大ザンギャック（ショッカー・ザンギャック連合）と戦った。
映画『平成ライダー対昭和ライダー 仮面ライダー大戦 feat.スーパー戦隊』
ジャンボフォーメーションの状態で仮面ライダーフォーゼ ロケットステイツを倒すが、仮面ライダー鎧武 スイカアームズの攻撃に敗れ、ロックシードに変えられた。終盤で復活し、平成ライダーとの最終決戦ではZOと共に仮面ライダークウガや仮面ライダーアギトと戦った。
映画『スーパーヒーロー大戦GP 仮面ライダー3号』
「歴史改変マシン」による歴史改変の影響を受けてショッカーに敗れたのちにショッカー首領に操られ、他のほぼ全ての主役ライダーと同じくショッカーライダーとして登場。ジャンボフォーメーションの状態で登場し、仮面ライダードライブを襲撃した。終盤では洗脳が解け、正義の仮面ライダーとしてライダーロボを相手に善戦するが、歴史改変ビームで消されてしまう。
映画『セイバー+ゼンカイジャー スーパーヒーロー戦記』
歴代主役ライダーや全スーパー戦隊のレッド戦士と共に、アスモデウスとの最終決戦に登場。
小説版『S.I.C. HERO SAGA MASKED RIDER ZO EDITION -ZO vs J-』
ドラスに吸収されてレッドドラスVer.2となるものの、ZOに救われ、ドラスとフォッグ・マザーが合体したフォッグ・ドラスと戦う。

## フォッグ
女帝にして母艦でもあるフォッグ・マザーと、彼女が生み出した怪人から成る宇宙生命の集団。遥か昔から宇宙を巡って星々を襲っており、7,000万年前に大孵化によって地球の恐竜を食べ尽くし、絶滅させたのも彼らである。再度、豊かな惑星となった地球に飛来する。
設定名称では「フォッグ」だが、劇中では一貫して「フォグ」と発音されている。
- 三幹部のモチーフは、前作に引き続き『仮面ライダー』第1クール登場の怪人に準じている[4]。

機械獣母艦フォッグ・マザー
フォッグの支配者。宇宙機械獣母艦としての機能と生物としての機能を併せ持つ。その体内に数万の怪物たちの卵を宿しており、千年に一度大孵化を行い、狙った惑星の生命体を全て捕食した後、その地に千年王国を築いてまた次の大孵化に備えるというライフサイクルで生きている。数万体もの卵を孵化させるには、王子ガライを含む三幹部の司祭が執り行う祈りの儀式と生贄を与える生贄の儀式が必要不可欠で、加那をその生贄として誘拐させようとした。母性の感情があり自ら生み出す子らには慈悲深いが、それ以外の生物には無慈悲。
機械獣母艦の全身から吐き出す黄色い霧（フォッグ）は、草木を枯らし、水を汚染させる。さらに艦そのものが強力な磁場を発生しており、惑星の引力を狂わせ、異常気象を引き起こす。また、地上に降りた状態でも、艦の底部に備わった車輪で移動が可能。体内には怪物たちの孵化室や、そことエレベーターで繋がる、孵化のための祈りの儀式などを行う神殿、神殿への侵入者を消化するための胃や敵を捕らえるための触手を備える。
各所に装備された1門につき6発装填された砲門を回転しながら一斉に乱射するブレットシャワーや左右にせり上がっており上下左右に動いて敵を挟み込み、高圧電流を流し込む強固な2枚の羽根ウイングシザーズ、右目部分から放射する緑色の電磁波アイビーム、下部ウイングから送られたエネルギーでウイングシザーズから多方向へ発射する反重力ビーム、顔面の左目部分が開いて出現する高速の回転カッターフライングカッター、腹部の回転ドリルなど、全身に備わった無数の超兵器を駆使して破壊の限りを尽くす。
顔の部分は「神体」とも呼ばれ、普段は体内神殿上方で指令を下すが、戦闘時は母艦正面にせり出す。
ガライを倒したJを胃袋に飲み込むが脱出され、ジャンボフォーメーションとなったJとの死闘の末に加那を奪われ、触手や砲塔をもぎ取られた後に、ジャンボライダーキックを受けて母艦部分を破壊されて活動を停止した。
小説版によると、元はケンタウルス座・NGC3987・第4惑星「ハニビー」という星に生息するミツバチ（に似た生物）だった。この星では有色人種と白色人種が長い間戦争を続けていたが、ある時、核兵器の実験によって、ミツバチの一団が他の生き物を手当たり次第食べ続けるミュータントに変異してしまう。やがてミュータントミツバチの群れは人間を襲い始め、人間から核攻撃を受けるのと捕食を繰り返すごとに変異を遂げてゆき、最終的に生き延びた女王バチが死の星と化したハニビーから脱出するために機械と合体して、フォッグ・マザーとなった。
フォッグ・マザー（本体）
機械獣母艦の神殿内奥の心臓部に潜む、コブラと昆虫を合わせたような姿をしたフォッグ・マザーの意志を司る怪物。長く伸びる尻尾のような触手で、敵をからめ取って体内へ引きずり込み、口から吐き出す毒ガスで仕留める。
Jによって機械獣母艦としての体を破壊されたため、爆発寸前に触手で再びJを内部に引きずり込み道連れにしようとしたが、Jパンチでとどめを刺され、機械獣母艦もろとも爆死した。なお、フォッグ・マザー本体は前作『ZO』のレッドドラスと同様、公開まで登場は公表されていなかった。
小説版『S.I.C. HERO SAGA MASKED RIDER ZO EDITION -ZO vs J-』
ドラスが、吸収した仮面ライダーJの記憶からフォッグ・マザーの存在を知ってしまう。強力な力を持つものとしてZOやJの代わりにフォッグ・マザーの残骸がドラスに吸収されるが、そのことが原因でフォッグ・マザーの残留意識が活性化し、逆にドラスの意識を奪いフォッグ・ドラスとして復活した。

ガライ（コブラ男）
フォッグ・マザーの血を汲む王子。普段は白装束に身を包んだ長身の男性の姿をとっており、パンチや首絞めなどの格闘術に長け、拳で敵の攻撃を軽く受け止めることも可能。また、海面に立つなどの浮遊能力を有している。「命」を「物」としか考えておらず、死ぬことを「壊れる」と表現するなど冷酷非情な性格。
右耳にあるリングを弾くことで白い霧に包まれ、怪人態に変身。変身すると人語を一切話さず、獣のような咆哮を発する。
腹部を杖で串刺しにされても死なない丈夫さと高い戦闘力を持ち、フォッグの牙と呼ばれる生贄の儀式用の杖で生贄の意識を失わせ、宙に浮遊させる。他に、白いヘビを模した鞭ガライウィップにも変化する光剣ガライソード、右掌から放つ球体が変形した巨大な三つ叉の爪状の絞首兵器ガライクローを武器とする。
生贄の儀式を取り仕切り、フォッグ・マザー内部でJと激戦を繰り広げるも、一瞬の隙を突かれてJキックを腹部に受けて絶命した。
- デザインイメージは『仮面ライダー』の地獄大使。

その他の登場作品
映画『人造人間ハカイダー』
手配書が登場。
映画『仮面ライダーワールド』
シャドームーンの部下として登場。光らないガライソードを使用し、怪人体でも人語を発する。
映画『劇場版 仮面ライダーディケイド オールライダー対大ショッカー』
大ショッカーの怪人として登場。また、同じ複数の個体が大ショッカーの怪人として登場。
映画『仮面ライダー×仮面ライダー W&ディケイド MOVIE大戦2010』
スーパーショッカーの怪人として登場。仮面ライダーカブトのライダーキックをスコーピオンオルフェノクと共に受けて爆死した。
映画『オーズ・電王・オールライダー レッツゴー仮面ライダー』
ショッカーの怪人連合にフォッグ代表として参加。同じく怪人連合の怪人として登場したオクトパスオルフェノクと共に仮面ライダーJと戦った。
映画『平成ライダー対昭和ライダー 仮面ライダー大戦 feat.スーパー戦隊』
地下帝国バダンの幹部怪人として登場。

ズー（ハチ女）
女性司祭。戦闘力はあまり高くないが、白い霧に包まれた幻想空間の中で敵を惑わせるなど頭脳戦に長ける。怪人態になった後は頭部から背中にかけて生えた巨大な羽根を用いた高速飛行能力を活かし、空を飛べないJを一撃離脱戦法で襲った。掌から放つ連射可能な超硬質の針パームニードルはJの強化筋肉に覆われた右手をも貫通する。作中に登場したフォッグ怪人で唯一、怪人態でも人語を話す。
アギトに続いてJに襲い掛かるもJパンチを腹部に受けて致命傷を負い、最後の力を振り絞ってJを抱えたままフォッグ・マザーに連れ去り、ガライの名を呼びながら力尽きて消滅した。
- 当初のデザインでは足がなく、操演での演出となる予定であった。

その他の登場作品
映画『人造人間ハカイダー』
手配書が登場。
映画『仮面ライダーワールド』
シャドームーンの部下として登場。掌から、パームニードルではなくミサイルを放つ攻撃を使用している。

アギト（トカゲ男）
人間態は銀髪銀髭の屈強かつ気品ある老紳士。まず瞳や手足が爬虫類のように変貌し、体表面にトゲが生えて鋼鉄のように角質化するという段階を踏んで怪人態に変身する。敵に140センチメートルも伸びる伸縮自在の長い尻尾を巻き付けて投げ飛ばすテイルスパイラルや巨大な顎の力で敵に噛みついて振り回し、そのまま飲み込むアギトファングを駆使し、人間態では手のみを変化させての爪撃や格闘術で戦う。ダンプカーの運転もこなす。
物語の冒頭で、フォッグ・マザーの目撃者である耕司を崖下から転落させ殺害。仮面ライダーJとして復活した耕司にも真っ先に襲い掛かったが、サミングを喰らって怯んだ後、Jパンチで脳天を突き破られて死亡した。
- デザイン画では2足歩行で描かれている。

その他の登場作品
映画『人造人間ハカイダー』
手配書が登場。
映画『仮面ライダーワールド』
シャドームーンの部下として登場。

フォッグ幼獣
機械獣母艦内部の孵化室に安置された卵から孵ったばかりの、怪人たちの幼体。爬虫類や昆虫、あるいは人間の顔を持った芋虫と形容すべき醜悪な姿をしている。旺盛な食欲で生贄を喰らった後、マザーの体内から外へと進出し、惑星の生命体を全て喰らい尽くす。

フォッグ・ライダー
小説版にのみ登場。フォッグ・マザーがJに対抗するために、耕司の先輩・大王子光成を改造した悪の仮面ライダー。フォッグ・マシンというバイクに乗る。劇中に登場する予定であったが、決定稿で削られることとなった。

## キャスト
- 瀬川耕司 / 仮面ライダーJ - 望月祐多
- 木村加那 - 野村佑香
- ガライ - 神威杏次
- アギト - 栗原敏
- ズー - 万里洋子
- 地空人[53] - 内田修司（男）、永野百合香（女）

### 声の出演
- フォッグ・マザー - 佳山真梨穂
- ベリー - 愛河里花子
- ナレーション / 地空人・男 - 飯塚昭三

### スーツアクター
- 仮面ライダーJ[出典 2] - 岡元次郎
- コブラ男[53] - 日下秀昭
- ハチ女[53] - 関誉枝恵
- トカゲ男[53] - 鶴山知之

## スタッフ
- 製作 - 山科誠、渡邊亮徳
- 原作 - 石ノ森章太郎
- 企画 - 村上克司（バンダイ）、吉川進
- プロデューサー - 久保聡（バンダイ ビジュアル）、堀長文、角田朝雄
- 脚本 - 上原正三
- 音楽 - 川村栄二
- 特撮監督 - 矢島信男、佛田洋
- アクション監督 - 金田治（ジャパンアクションクラブ）
- 撮影 - 松村文雄
- 美術 - 高橋昭彦
- 照明 - 才木勝
- 編集 - 菅野順吉
- 録音 - 太田克己
- 助監督 - 神園浩司
- 製作主任 - 藤沢克則
- キャラクターデザイン - 雨宮慶太
- キャラクター造型 - レインボー造型企画、前沢範
- クリーチャースーパーバイザー - 竹谷隆之
- 特殊技術 - 國米修市
- ビジュアルエフェクト スーパーバイザー - 松本肇
- スクリプター - 作間清子
- 助監督 - 黒木浩介、谷口昌史、松田康洋
- 撮影助手 - 市毛幸雄、岩崎智之、金居明弘
- 照明助手 - 大坂章夫、三重野聖一郎、椎原教貴、佐藤剛、蔭山健二
- 美術助手 - 岡村隆男、伊藤茂、荒川友美子
- 装飾 - 肥沼和男、柳沢武、千田真紀子
- キャラクターバックアップグルー - 中村豊
- 特殊技術助手 - 真武紀、三浦さとみ
- カースタント - 武士レーシング
- ヘアー・メイク - 住吉美加子
- 衣裳 - 澤海郁子
- 編集助手 - 田熊純
- ネガ編集 - 長田直樹
- 選曲 - 金成謙二
- リーレコ - 上田武志
- 演技事務 - 木村芳子
- 進行助手 - 原田良晴、河内隆志、松本佳子
- 特撮スタッフ
  - 操演 - 鈴木昶、尾上克郎、原口ゆう
  - 撮影 - 高橋政千、中根伸治、武田素央
  - 照明 - 林方谷、保坂芳美、水野貴
  - 美術 - 木植健次、横井豊、寒河江弘、佐野進
  - 視覚効果 - 日本エフェクトセンター、飯塚定雄
  - アクション監督 - 村上潤
- 造型スタッフ
  - クリーチャー造型 - 高柳祐介、BADGE
  - 特殊造型 - 小杉和次
  - クリーチャーバックアップクルー - 高橋雅人、岡元建三、岡伸行、斉藤広一、日橋英樹、吉田朋、中原誠、鬼頭栄作、奥野喜信、押杵ゆかり、須田哲生、折笠誠
- ビジュアル・エフェクトスタッフ
  - アニメーション エフェクト - 橋本満明、沖満
  - マットアート - 上遠野恵介
  - コンピューター グラフィックス - 篠原保
  - ロトスコープ - 進藤智子
  - エフェクト撮影 - 杉木信章、長部恭平
  - CG出力 - 富士プレゼンテック株式会社
- 宣伝 - 荒井一弥、吉田啓昭、稲本千香、山本健太郎
- クリーチャーコーディネート - 有限会社クラウド
- 美術造型 - 特殊美術GAM
- 現像 - 東映化学
- 企画協力 - バンダイ ビジュアル
- 製作協力 - 東映東京撮影所
- 監督 - 雨宮慶太
- 製作 - 東映、東映ビデオ、バンダイ

## 音楽
本作品の音楽は、前作『仮面ライダーZO』と同じく川村栄二が手掛けた。
なお、主題歌およびイメージソングを歌唱した「BYUE」の男声ボーカルは高尾直樹が担当している。
主題歌「心つなぐ愛」
作詞 - 大津あきら / 作曲・編曲 - 川村栄二 / 歌 - BYUE
イメージソング「JUST ONE LOVE」
作詞 - 大津あきら / 作曲・編曲 - 川村栄二 / 歌 - BYUE

## 制作
当初は正月興行として企画され、シナリオ第1稿が作られるなど、順調に制作が進んでいたが、翌年正月の公開が立ち消えとなったことで、いったん作業が中断している。その後、1994年4月の公開が決まり、制作が再開された。
全編フィルム撮影およびオールアフレコで制作された最後の作品でもある。撮影は『ZO』の約半分である20日程度で行われたため、奥多摩など東京から日帰りできる場所でロケが行われた。
プロデューサーの久保聡によると、当初は石ノ森や監督の雨宮も仮面ライダーの巨大化案には反対の立場を取っており、そのためにJの巨大化シーンは決定稿ギリギリまで入っていなかった。最終的に「Jの巨大化を肯定せず、等身大では倒せない地球に未曽有の危機が訪れた時にのみ、大地の精霊たちがJに全ての力を注ぐことで初めて可能となる奇跡の形態であり、Jの基本的な能力ではない」という条件付きの設定を出したことで石ノ森や雨宮も合意し、現在の形になったという。
主人公・瀬川耕司役には『恐竜戦隊ジュウレンジャー』で主演を務めた望月祐多が起用された。この他に『鳥人戦隊ジェットマン』で結城凱 / ブラックコンドルを演じた若松俊秀が候補として挙がっていたが、変身前の姿でのハードなアクションも多い関係から当時JAC所属だった望月が選ばれる形になったという。仮面ライダーJのスーツアクターは、前作『仮面ライダーZO』に引き続き岡元次郎が務めた。
脚本は上原正三が執筆した。上原は『仮面ライダーBLACK』を中途降板して以降、東映とは疎遠になっていたが、プロデューサーの吉川進より自宅に数年ぶりに電話が掛かってきて、「今度やる仮面ライダーの映画を書かないか」と誘われたという。
上原は企画発足時に『仮面ライダー超』と題したシノプシスを執筆。このシノプシスでは「すでに仮面ライダーとなっている主人公が敵に敗れ、宇宙人の手により再改造を施される」という内容が記されている。ここで提示された設定を中心に、シナリオが形作られていった。検討用シナリオで提示された設定の中には「別の星から来た戦士」という案もあったが、石ノ森が「仮面ライダーは人間でなければならない」という意見を出したため、却下となった。
巨大化した仮面ライダーについては、スーパー戦隊シリーズやウルトラシリーズの特撮部分を手掛けた矢島信男が特撮監督を担当し、「仮面ライダー＝等身大」のイメージがあまりにも強すぎたことから、フォッグマザーの大きさを強調させることで、自然にJの大きさを表現し、Jが歩くたびに足が地面にめり込んだり、対比物を映し込むなどの演出を駆使して、巨大ヒーローとしての存在感を強調している。矢島はウルトラシリーズのように素早く怪獣を倒すのではなく、勝負を一気に決めるという、時代劇のような「間」の面白さを意識したという。
加那を演じた野村佑香によれば、撮影は「刺激と興奮が満載」だったとのことで、合成シーンの演技やワイヤーアクションの思い出、特撮セットやスモークなどを後年のBD-BOX発売時のインタビューで挙げている。

## 他媒体展開

### 映像ソフト化
- VHS（セル、レンタル共通）、LD（セルのみ）が映画公開後しばらく後（1994年11月ごろ）にリリースされている。
- DVD版は2003年12月21日発売。
- Blu-ray版は2015年12月24日に、本作品を含め実写版仮面ライダー全3作品を収録したオムニバス盤『仮面ライダー：真・ZO・J Blu-ray BOX』と題し発売[59]。映像特典としてアニメ『仮面ライダーSD』のHDリマスター版も収録。

### 漫画
コミカライズ版『仮面ライダーJ』が、小石さとし作画で雑誌『てれびくん』に連載された。

### 小説
『仮面ライダーJ』
小学館スーパークエスト文庫から、脚本を担当した上原正三によるノベライズが1994年5月20日に刊行された。大まかなあらすじは映画を踏襲しているが、耕司の周囲の人間関係や地空人と加那とフォッグ・マザーの因縁、人間になりすまし社会に潜伏して暗躍するフォッグの三幹部など、各設定に大幅な脚色が施されている。
なお、地空人が耕司をJに改造する際、「歴代の仮面ライダー」の活躍を記録した映像を見せる場面が存在するが、ここでの仮面ライダーが1号からZOまでのライダーと同一であることを示す描写は特にない。
『S.I.C. HERO SAGA MASKED RIDER ZO EDITION -ZO vs J-』
本作品と『仮面ライダーZO』のクロスオーバー作品。仮面ライダーZOとドラス、仮面ライダーJとフォッグ・マザーが登場し、共闘する。『仮面ライダーZO』でZOを助けた巨木やミュータントバッタの正体がJを作った地空人の化身であり、彼らがZOをモデルとしてJを作ったという設定となっている。

### 他映画
『仮面ライダーワールド』
本作品と『仮面ライダーZO』のクロスオーバー作品。仮面ライダーJが登場。
『人造人間ハカイダー』（1995年4月15日公開）
東映スーパーヒーローフェアの一環として公開。本作品に登場した怪人の手配書が登場。
『劇場版 仮面ライダーディケイド オールライダー対大ショッカー』（2009年8月8日公開）
『仮面ライダーディケイド』の映画作品。仮面ライダーJとコブラ男ガライが登場。
『仮面ライダー×仮面ライダー W&ディケイド MOVIE大戦2010』（2009年12月12日公開）
『仮面ライダーW』と『仮面ライダーディケイド』のクロスオーバー作品。仮面ライダーJとコブラ男が登場。
『オーズ・電王・オールライダー レッツゴー仮面ライダー』（2011年4月1日公開）
『仮面ライダーオーズ/OOO』と『仮面ライダー電王』をメインとしたクロスオーバー作品。仮面ライダーJとコブラ男ガライが登場。
『セイバー+ゼンカイジャー スーパーヒーロー戦記』（2021年7月22日公開）
仮面ライダー50周年×スーパー戦隊45作品記念映画。『仮面ライダーセイバー』と『機界戦隊ゼンカイジャー』をメインとしたクロスオーバー作品。仮面ライダーJが登場。
スーパーヒーロー大戦シリーズ
いずれも仮面ライダーシリーズとスーパー戦隊シリーズのクロスオーバー作品。
『仮面ライダー×スーパー戦隊 スーパーヒーロー大戦』（2012年4月21日公開）
仮面ライダーJが登場。
『平成ライダー対昭和ライダー 仮面ライダー大戦 feat.スーパー戦隊』（2014年3月29日公開）
仮面ライダーJとコブラ男ガライが登場。
『スーパーヒーロー大戦GP 仮面ライダー3号』（2015年3月21日公開）
仮面ライダーJが登場。